# 小原村 (埼玉県)
小原村（おはらむら）は埼玉県の北部、大里郡に属していた村。当初は男衾郡所属であった。

## 地理
- 河川：和田川

## 歴史
- 1889年（明治22年）4月1日 - 町村制施行により、小江川村、野原村、須賀広村、千代村、柴村、板井村、塩村が合併し男衾郡小原村が成立する。
- 1896年（明治29年）3月29日 - 男衾郡が大里郡、幡羅郡、榛沢郡と統合し大里郡となる。
- 1955年（昭和30年）1月1日 - 御正村と合併し江南村を新設する。